# Schliekum
Schliekum ist ein Dorf und westlicher Ortsteil der Stadt Sarstedt in Niedersachsen.

## Geschichte
Der Ort wurde 1265 erstmals als Slykhem urkundlich genannt. Die Schliekumer Leinefurt wurde allerdings bereits in der Bronzezeit genutzt, und diese Furt bestimmte dann immer wieder über die Jahrhunderte die Geschehnisse des Ortes durch daran geknüpfte Ereignisse. Daran erinnert ein Gedenkstein in der Leineniederung.
Schliekum wurde durch die Gebietsreform am 1. März 1974 zusammen mit Heisede, Giften, Gödringen, Ruthe und Hotteln in die Stadt Sarstedt eingemeindet. Vorher gehörte der Ort zum Landkreis Springe.

## Politik
Ortsbürgermeister ist Wilfried Töttger (CDU).

## Verkehr
Schliekum ist über eine Buslinie an den Bahnhof Sarstedt angebunden.

## Kultur und Sehenswürdigkeiten

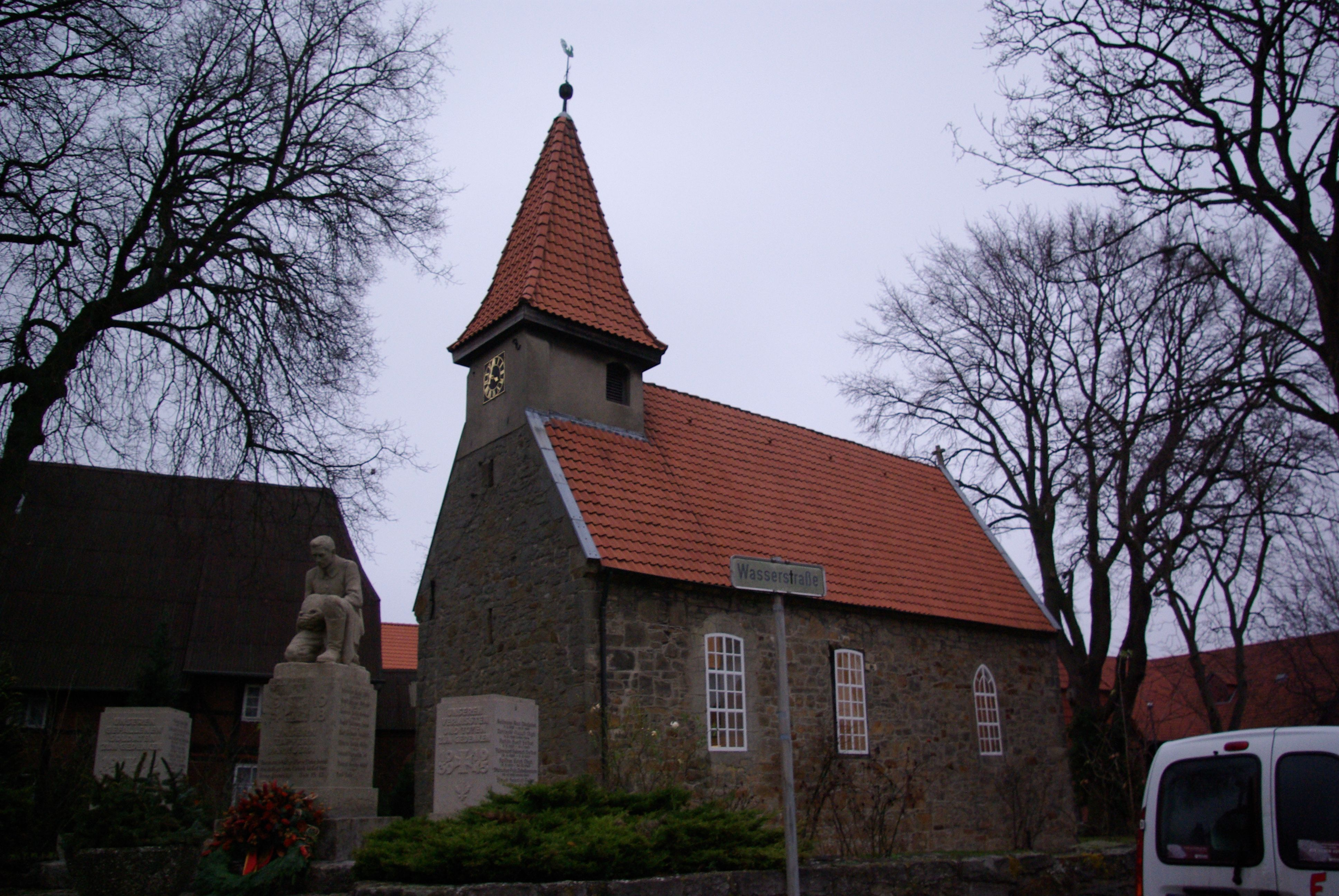
Die Christophoruskapelle

Im Ort befinden sich ein Kindergarten des Deutschen Roten Kreuzes und das Feuerwehrhaus der Freiwilligen Feuerwehr. Die nächste Grundschule ist in Sarstedt. Leicht erhöht steht eine Bruchsteinkapelle aus dem 15. Jahrhundert, die Christophoruskapelle. Sehenswert sind Buckelsteinpflasterungen, geschichtete Natursteinmauern, gepflegte Bauerngärten an hübschen Fachwerkhäusern des Ortes sowie der Blick in die Landschaft der Leineniederung.